# Myscelia hypatia
Espèce
Myscelia hypatia est une  espèce de lépidoptères (papillons) de la famille des Nymphalidae et de la sous-famille des Biblidinae et du genre Myscelia.

## Systématique
L'espèce Myscelia hypatia a été décrite en 1900 par le zoologiste américain Ferdinand Heinrich Hermann Strecker (1836-1901),.

## Description
Myscelia hypatia est un papillon aux ailes antérieures à apex coupé et bord externe concave.

## Écologie et répartition
Myscelia hypatia est présent au Brésil.

### Protection
Pas de statut de protection particulier.

## Publication originale
- Herman Strecker, Lepidoptera, rhopaloceres and heteroceres, indigenous and exotic; with descriptions and colored illustrations (publication), Inconnu, 1872, [lire en ligne].